# كيفن بولز
كيفن بولز (بالإنجليزية: Kevin Boles)‏ هو لاعب كرة قاعدة أمريكي، ولد في 16 يناير 1975 في شيكاغو في الولايات المتحدة.